# Челтер-Коба
Челте́р-Коба́ (Чільтер-Коба; укр. Чільтер-Коба, крим. Çilter Qoba, Чильтер Къоба) — один із печерних монастирів Криму. Відомий також як монастир св. Феодора. Назва Челтер-Коба в перекладі з кримськотатарської буквально означає Решітка-печера, або Печерна решітка — çilter — решітка, сітка; qoba — печера). Розташована в Бахчисарайському районі, в долині р. Бельбек, за один кілометр від села Велике Садове (Таш-Басти). Комплекс монастиря складається з печерного головного храму, келій і трапезної, з'єднаних між собою прорубаними в скельному моноліті стежками. На південь від монастирського комплексу є джерело, розташоване на початку балки Хор-хор.

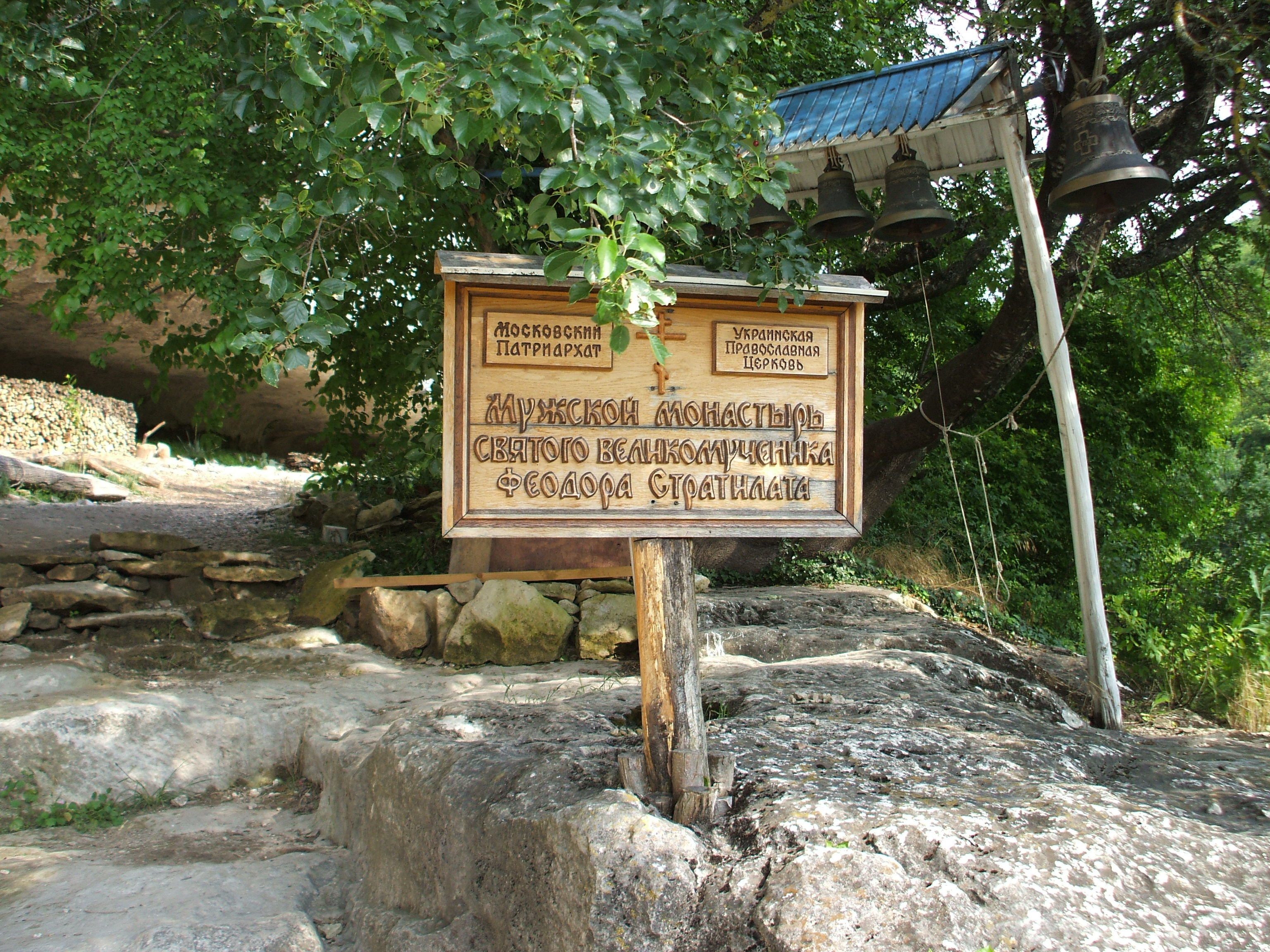
Вхід до монастиря

У монастирі налічується понад 50 печер, розташованих у 4 яруси.
В одному з нижніх ярусів виділяється величезне приміщення з п'ятьма колонами, що нагадує язичницьке святилище. Майже третина приміщення займає «поміст», який вважають гігантським тарапаном. Східний край цієї печери оброблений у вигляді невеликого християнського храму.
Монастир був заснований приблизно в XIII—XIV ст. на північних рубежах князівства Феодоро, біля Сюйренської фортеці. Головний храм монастиря присвячений великомученику Феодору (Теодору) Стратилату. Зруйнований в XV столітті.
З початку 2000-х років ведуться відновлювальні роботи. Відновлено богослужіння в головному храмі, відновлені частина келій та дзвіниця.